# Domenico Giacobazzi
Domenico Giacobazzi (ur. w 1444 w Rzymie, zm. 2 lipca 1527 tamże) – włoski kardynał.

## Życiorys
Był synem Cristoforo Giacobazzi de Facheschisa; jego bratankiem był Girolamo Verallo. W młodości studiował teologię oraz prawo cywilne i karne. W 1493 rozpoczął pracę w Rocie Rzymskiej, a następnie został jej dziekanem. 8 listopada 1511 został wybrany biskupem Nocery. Sześć lat później, zrezygnował z kierowania diecezją na rzecz swojego brata, Andrei, a następnie uczestniczył w soborze laterańskim V i został papieskim wikariuszem generalnym. 1 lipca 1517 został kreowany kardynałem prezbiterem i otrzymał diakonię San Lorenzo in Panisperna. Od 2 grudnia 1519 do 23 marca 1523 był administratorem apostolskim diecezji Cassano all’Ionio. Po śmierci swojego brata ponownie został (w 1524) biskupem Nocery i pozostał nim aż do śmierci. W 1527 był także kamerlingiem Kolegium Kardynałów.